# Peter Statorius d. J.
Peter Statorius (polnisch: Piotr Stoiński, * um 1565 in Pińczów; † 9. Mai 1605 in Rakau) war ein polnischer Schriftsteller und Theologe und als solcher ein bedeutender Vertreter des polnischen Unitarismus.

## Leben und Werk
Peter Statorius wurde um 1565 im kleinpolnischen Pińczów geboren. Sein Vater war der aus Frankreich stammende, gleichnamige Peter Statorius d. Ä., der eine nicht unbedeutende Rolle beim Aufbau der unitarischen Kirche in Polen (Polnische Brüder) gespielt hatte. Im Juli 1582 immatrikulierte Statorius d. J. sich an der Universität Altdorf. Im Jahr 1588 wurde er zum Pastor der unitarischen Gemeinde im kleinpolnischen Lusławice berufen. In dem zwei Jahre später schwelenden inner-unitarischen Konflikt über das Abendmahlsverständnis sprach sich Statorius zusammen mit Fausto Sozzini für eine zwinglianische Positionierung aus. Er verfasste in den Folgejahren mehrere theologische Verteidigungsschriften des Unitarismus und half so, das theologische Profil der frühen polnischen Unitarier zu schärfen. Von besonderer Bedeutung wurde die Schrift Obrona, in der Statorius die sozianianische Soteriologie in leicht zugänglicher Form für eine breite Leserschaft konturierte. Gegen Ende des 16. Jahrhunderts wuchs das Bedürfnis nach einer einheitlichen theologisch fundierten unitarischen Bekenntnisschrift, woraufhin sich Statorius und Fausto Sozzini der Überarbeitung des Katechismus von Georg Schomann von 1574 annahmen, die letztlich zur Entstehung des Rakauer Katechismus führte. Sozzini starb jedoch noch vor Abschluss der Arbeiten, so dass Statorius den Katechismus in Folge mit Valentin Schmalz, Johann Völkel und Hieronymus Moskorzowski weiterführte. Der kurz zuvor zu diesem Zweck noch nach Rakau übersiedelte Statorius starb jedoch ebenfalls kurze Zeit später, so dass er den Druck und die Publizierung des von ihm mitverfassten Rakauer Katechismus selbst nicht mehr erleben konnte. Er starb am 9. Mai 1605 im Alter von etwa vierzig Jahren.